# The Power of a Hymn
The Power of a Hymn è un cortometraggio muto del 1912 diretto da George Melford.

## Produzione
Il film, prodotto dalla Kalem Company, fu girato a Glendale, in California.

## Distribuzione
Distribuito dalla General Film Company, il film – un cortometraggio in una bobina – uscì nelle sale cinematografiche degli Stati Uniti il 28 ottobre 1912. La Moving Pictures Sales Agency lo distribuì nel Regno Unito il 2 gennaio 1913.